# زنابقيات
الزنابقيات (الاسم العلمي: Crinozoa) هي أصنوفة عليا من شوكيات الجلد تتبع الأخمصيات.

## التصنيف
- طائفة زنبق البحر
  - فصيلة زنابق البحرالغمدية
    - الزنبقي الغاريقوني